# انی فکسون
انی فکسون (به انگلیسی: Annie Faxon) یک کشتی بود که طول آن ۱۶۵ فوت (۵۰ متر) بود.